# Cinnamomum chemungianum
Cinnamomum chemungianum är en lagerväxtart som beskrevs av M. Mohanan & A.N. Henry. Cinnamomum chemungianum ingår i släktet Cinnamomum och familjen lagerväxter. Inga underarter finns listade i Catalogue of Life.